# FBI (založba)
Založba FBI (Furlan Boris International) - Primitivc glasbic iz Kopra je bila v osemdesetih in začetku devetdesetih let 20. stoletja znana kot ena agilnešjih neodvisnih založb v Sloveniji in nekdanji Jugoslaviji. Bili so eni prvih neodvisnih uvoznikov CD plošč v Sloveniji, sodelovali so z britansko založbo Music for Nations (Zappa Records in Food for Tought). Pri njih so izdali plošče Zmelkoow, Buh pomagej in KUD Idijoti. Delovali so tudi v novem tisočletju, ko so 2001 izdali album Najboljše so padle Draga Misleja Mefa.